# NGC 3128
NGC 3128 (również PGC 29330) – galaktyka spiralna (Sb), znajdująca się w gwiazdozbiorze Hydry. Odkrył ją 1 stycznia 1886 roku Francis Leavenworth.